# Nicolaus Anton Johann Kirchhof

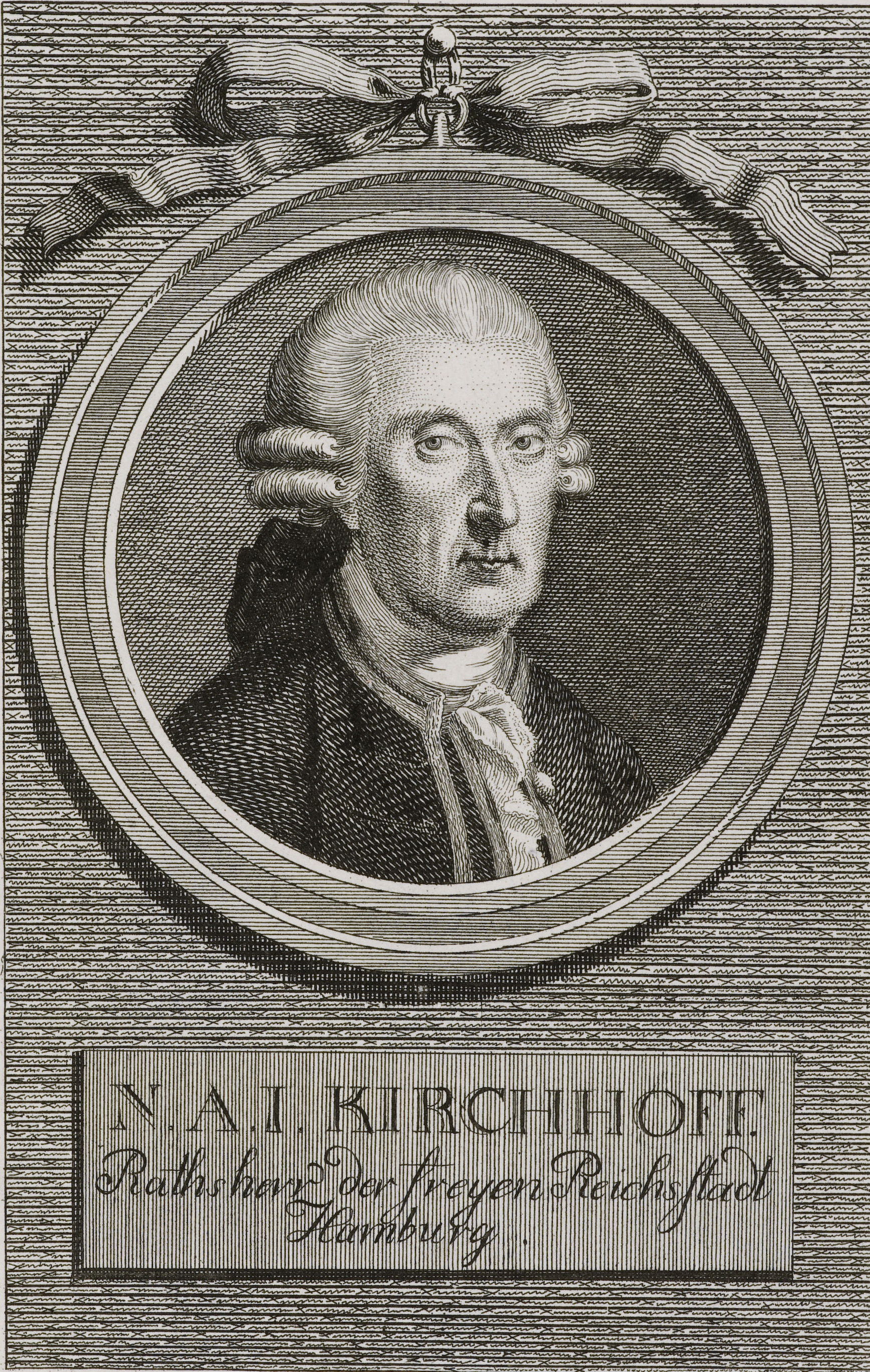
Nicolaus Anton Johann Kirchhof, Kupferstich von Daniel Beyel (1786)

Nicolaus Anton Johann Kirchhof (* 23. Juli 1725 in Itzehoe; † 10. September 1800 in Hamburg) war ein hamburgischer Kaufmann, Ratsherr und Gelehrter.

## Leben
Kirchhof war der Sohn des Itzehoer Hauptpastoren, Propst und Konsistorialrat Albert Christian Kirchhof (1673–1745). Er absolvierte eine kaufmännische Ausbildung, beschäftigte sich aber schon von Jugend an mit Mathematik, Astronomie und Physik. 1757 wurde er Bürger von Hamburg und gründete ein Handelshaus. Im selben Jahr heiratete er Cecilie Elisabeth von Heyn (1729–76), mit der er sechs Kinder hatte. Im Jahr ihres Todes vermählte er sich mit Elisabeth Engel (1745–1823), der Tochter des Kaufmanns Johann Arnold Ellermann.
Als Hamburger Bürger engagierte sich der wohlhabende Kaufmann seit 1763 in politischen Gremien Hamburgs. Als Aufklärer war er 1765 Mitbegründer der Patriotischen Gesellschaft von 1765, die bis heute gemeinnützig tätig ist. 1770 war er an der Durchsetzung einer Reform der Hamburger Bank von 1619 beteiligt, deren Deckungsfonds von schwankender Talerwährung auf kursmäßig festgelegte Feinsilberbarren umgestellt wurde. 1784 wurde er zum Ratsherrn gewählt.
Als Autodidakt auf dem Gebiet der Naturwissenschaft genoss er dennoch hohe Anerkennung. Seine Vorlesungen mit der Vorführung von Experimenten waren sehr beliebt, er musste sie jedoch wegen seiner Mehrbelastung als Ratsherr stark reduzieren. Sein physikalisches Kabinett bestand aus Gerätschaften zur Mechanik, Optik und Elektrizität. Kirchhof verfasste eine Reihe von naturwissenschaftlichen Schriften, die er u. a. in Lichtenbergs Magazin veröffentlichte.
Nach dem Tode Kirchhofs wurde die Sammlung 1803 vom Admiralitätskollegium aufgekauft und dem Johanneum zu Unterrichtszwecken übergeben. Wahrscheinlicher ist, dass die Sammlung an die Stadtbibliothek gelangte, die im Gebäude des Johanneums untergebracht war.

## Werke
- Beschreibung einer Zurüstung, welche die anziehende Kraft der Erde gegen die Gewitterwolke und die Nützlichkeit der Blitzableiter sinnlich beweiset, nebst einer Kupfertafel und einer Beschreibung verschiedener nützlicher Maschinen aus Herrn Fergusons Vorlesungen übersetzt. Hamburg und Berlin 1781[6].
- Die Astronomie nach Newtons Grundsätzen erklärt, faßlich für die, so nicht Mathematik studieren, nebst einem Anhange vom Gebrauche der Erd- und Himmelskugel von J. Ferguson mit einigen Zusätzen, Berlin und Stettin 1783.[6]
- Die Gesetze des Fallens der Körper und die daraus hergeleiteten Lehrsätze Newtons, imgleichen die Ursache, warum die Fluth und Ebbe an beiden Seiten der Erde zu gleicher Zeit steige und falle, auf eine faßliche Art erklärt. Hamburg 1792[6].
- Auszug aus Cooks und Kings Reise in den Jahren 1776 bis 1780[7], nebst einem Verzeichnisse ihrer beobachteten Breiten und Längen. Imgleichen Bemerkungen über die Abweichungen der Magnetnadel zum Beweise, daß die Länge der Örter dadurch mit Gewißheit nicht bestimmt werden könne. Berlin und Stettin 1794[6].
- Nachricht von der neuesten Verbesserung der Feuermaschine durch Herrn James Watt. Im Göttingenschen Magazin 1782[6].

## Bildnisse
- Daniel Beyel, Kupferstich, ohne Orts- und Jahresangabe, 21,2 × 15,8 cm,. (online, Staats- und Universitätsbibliothek Hamburg).